# Sanddorne
Die Sanddorne (Hippophae) sind eine Pflanzengattung in der Familie der Ölweidengewächse (Elaeagnaceae).  

## Merkmale
Die Hippophae-Arten wachsen als dornige, laubabwerfende Sträucher oder Bäume. Die wechsel-, gegenständig oder wirtelig angeordneten Laubblätter sind einfach und mindestens kurz gestielt. Die Blattränder sind ganz.
Die Hippophae-Arten sind zweihäusig getrenntgeschlechtig (diözisch). Die männlichen Blüten stehen in, vor dem Blattaustrieb erscheinenden, kleinen, kätzchenartigen Blütenständen zusammen. Die männlichen Blüten enthalten zwei häutige Blütenhüllblätter, einen kleinen Diskus und vier freie Staubblätter. Die weiblichen Blüten stehen in kleinen, traubigen Blütenständen zusammen oder erscheinen einzeln. Ihre Blütenhüllblätter sind röhrig verwachsen und zweilappig. Der einkammerige Fruchtknoten ist oberständig, die Narbe ist länglich.
Es werden gelbe bis orangerote, kugelige bis zylindrische, beerenartige, einsamige Steinfrüchte (Scheinfrucht) im fleischigen Perianth und Blütenbecher gebildet.

## Arten

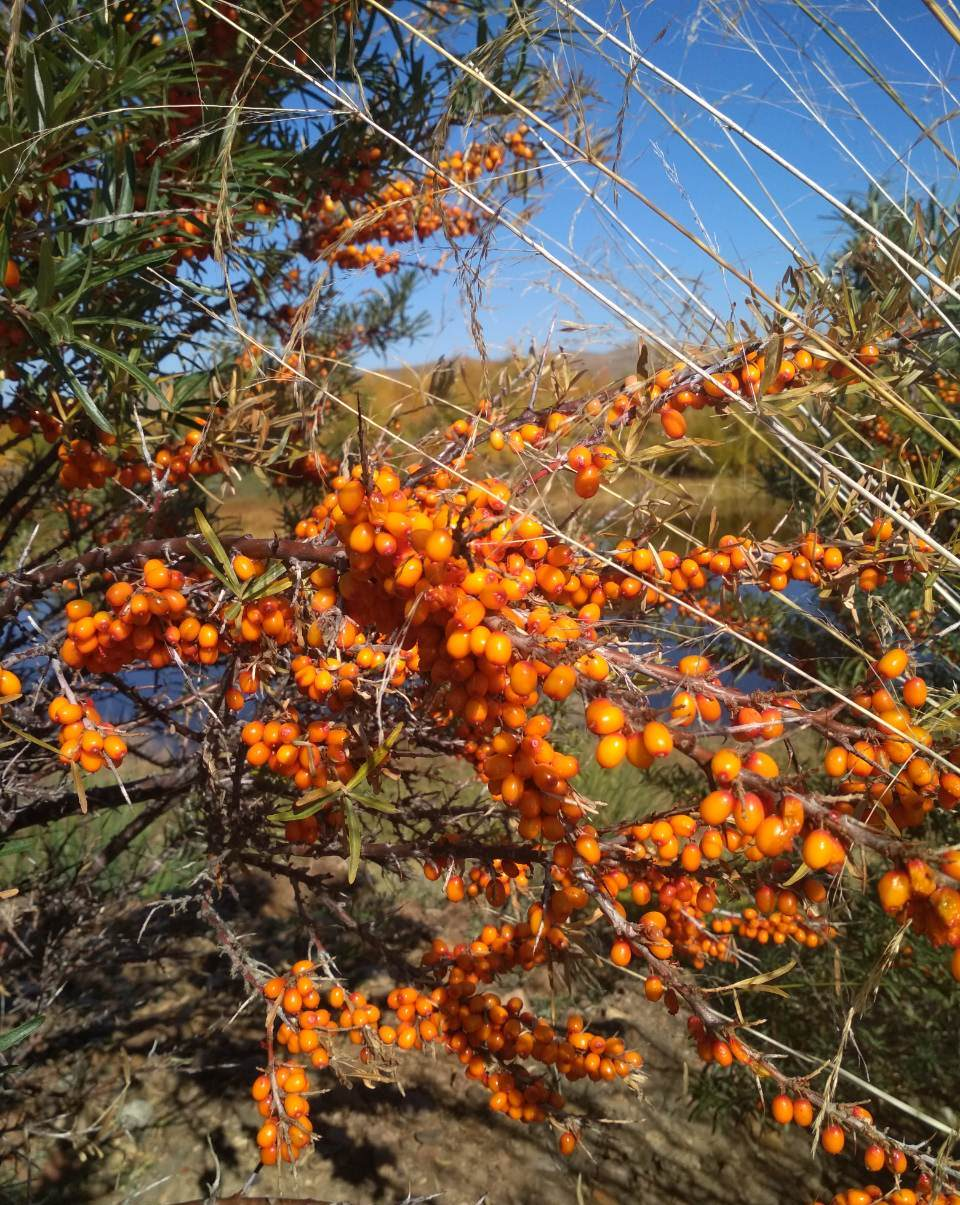
Reife Früchte von Sanddorn. Selenginsky Bezirk, Burjatien, Russland

Die Gattung Hippophae umfasst sieben Arten (Bartish et al. in Syst. Bot. 27: 41–54, 2002). In China kommen alle sieben Arten vor, vier davon sind dort endemisch:
- Sanddorn (Hippophae rhamnoides L.): Es ist die mit Abstand bekannteste Art aus der Gattung, dessen Verbreitungsgebiet von weiten Teilen Europas bis Asien (China) reicht.
- Hippophae goniocarpa Y.S.Lian et al. ex Swenson & Bartish: Die Heimat sind die chinesischen Provinzen Qinghai und Sichuan in Höhenlagen zwischen 2500 und 3500 Metern.
- Hippophae gyantsensis (Rousi) Y.S.Lian: Es ist ein Endemit in Höhenlagen zwischen 3500 und 4000 (bis 5000) Metern der Provinz Xizang.
- Hippophae litangensis Y.S.Lian & Xue L.Chen ex Swenson & Bartish: Es ist ein Endemit im Gebiet von Litang in Sichuan in Höhenlagen von etwa 3700 m.
- Hippophae neurocarpa S.W.Liu & T.N.He: Die Heimat sind die chinesischen Provinzen: Qinghai, Sichuan, Xizang in Höhenlagen zwischen 3400 und 4400 Metern.
- Hippophae salicifolia D.Don: Die Heimat ist Bhutan, nördliches Indien, Nepal und das südliche Xizang in Höhenlagen zwischen 2800 und 3500 Metern im Himalaja.
- Hippophae tibetana Schltdl.: Die Heimat ist Bhutan, nördliches Indien, Nepal und die chinesischen Provinzen: Gansu, Qinghai, Xizang in Höhenlagen zwischen 3600 und 4700 Metern im Himalaja.